# Iwan Lekow
Iwan Dimitrow Lekow (bulgarisch Иван Леков; * 4. März 1904 in Sofia; † 4. August 1978 ebenda) war ein bulgarischer Slawist und Linguist.

## Leben
Lekow studierte in zunächst Slawistik in Sofia. In Krakau, Berlin und Wien vertiefte er seine Studien. Seit 1948 war er als Professor an der Universität Sofia tätig. Er war Mitglied der Bulgarischen Akademie der Wissenschaften.
In seinen wissenschaftlichen Arbeiten befasste er sich mit Morphologie und Syntax der Bulgarischen und anderer slawischer Sprachen. Darüber hinaus verfasste er Arbeiten zur Theorie des Sprachsystems.
Er wurde mit dem Dimitroffpreis ausgezeichnet.

## Werke (Auswahl)
- Charakteristika na obšitě čerti v bŭlgarski i iztočnoslavjanski, 1941
- Slovoobrazovatelni sklonnosti na slavjanskite ezici, 1958
- Obščnost i mnogoobrazie v gramatičeskija stroj na slavjanskite ezici, 1958
- Osobenosti na sintaktičnija tip na slavjanskite ezici, 1972